# Aeroport Internacional Nelson Mandela
L'Aeroport Internacional Nelson Mandela o Aeroport Internacional de Praia (codi IATA: RAI, codi OACI: GVNP) és un aeroport a l'illa de Santiago, a Cap Verd. Va ser inaugurat a la fi de 2005, reemplaçant a l'antic Aeroport Internacional Francisco Mendes. És a uns 3 km al nord-est del centre de Praia, al sud-est de l'illa de Santiago.
El primer vol al nou aeroport va aterrar el 23 d'octubre de 2005, però el principal aeroport internacional de Cap Verd (per volum de passatgers) sempré és l'Aeroport Internacional Amílcar Cabral, a l'illa de Sal, perquè s'hi concentren els vols xàrter internacionals destinats al sector turístic de Sal i Boavista. Un altre aeroport internacional és l'Aeroport Internacional Cesária Évora, a l'illa de São Vicente prop de Mindelo. El gener de 2012 el Govern de Cap Verd va rebatejar l'Aeroport Internacional de Praia amb el nom de l'antic president de Sud-àfrica Nelson Mandela, una icona per a la llibertat a l'Àfrica, no sense controvèrsia.
Per a l'any 2014 era previst el començament de l'ampliació de la zona d'estacionament d'aeronaus per tenir una capacitat de nou avions aparcats simultàniament, sis aeronaus de la grandària dels Airbus o Boeing i altres tres places per ATR. També es preveu l'ampliació de l'edifici terminal en 6.000 metres quadrats.

## Característiques tècniques
Disposa d'una pista de 2.103 m de categoria 4D. La plataforma té capacitat per albergar sis avions.

## Trànsit i estadístiques

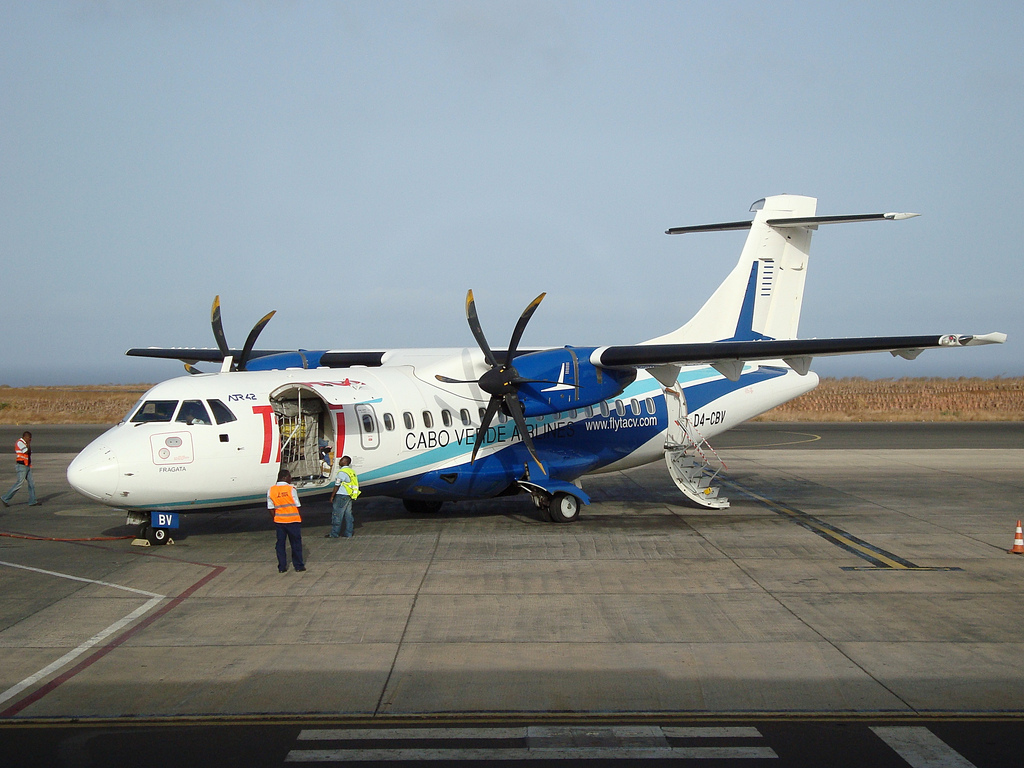
Passatgers embarcant en un ATR 42-500 de TACV a l'Aeroport Internacional Nelson Mandela

## Aerolínies i destinacions
| Ciutats             | Nom de l'Aeroport                                          | Aerolínies                |        |        |        |
| Àfrica              | Àfrica                                                     | Àfrica                    | Àfrica | Àfrica | Àfrica |
| ------------------- | ---------------------------------------------------------- | ------------------------- | ------ | ------ | ------ |
| Cap Verd            |                                                            |                           |        |        |        |
| Illa de Boa Vista   | Aeroport Internacional Aristides Pereira                   | TACV                      |        |        |        |
| Illa de Fogo        | Aeròdrom de São Filipe                                     | Cabo Verde Express        |        |        |        |
| Illa de Maio        | Aeròdrom de Maio                                           | TACV                      |        |        |        |
| Illa de Sal         | Aeroport Internacional Amílcar Cabral                      | Cabo Verde Express / TACV |        |        |        |
| Illa de São Vicente | Aeroport Internacional Cesária Évora                       | Cabo Verde Express / TACV |        |        |        |
| Angola              |                                                            |                           |        |        |        |
| Luanda              | Aeroport Internacional Quatro de Fevereiro                 | TAAG                      |        |        |        |
| Gàmbia              |                                                            |                           |        |        |        |
| Banjul              | Aeroport Internacional Yundum                              | Royal Air Maroc           |        |        |        |
| Guinea Bissau       |                                                            |                           |        |        |        |
| Bissau              | Aeroport Internacional Osvaldo Vieira                      | TACV                      |        |        |        |
| Marroc              |                                                            |                           |        |        |        |
| Casablanca          | Aeroport Internacional Mohammed V                          | Royal Air Maroc           |        |        |        |
| São Tomé i Príncipe |                                                            |                           |        |        |        |
| São Tomé            | Aeroport Internacional de São Tomé                         | TAAG                      |        |        |        |
| Senegal             |                                                            |                           |        |        |        |
| Dakar               | Aeroport Internacional de Dakar-Yoff/Léopold Sédar Senghor | Senegal Airlines / TACV   |        |        |        |
| Amèrica             |                                                            |                           |        |        |        |
| Brasil              |                                                            |                           |        |        |        |
| Fortaleza           | Aeroport Internacional Pinto Martins                       | TACV                      |        |        |        |
| Recife              | Aeroport Internacional de Recife                           | TACV                      |        |        |        |
| São Paulo           | Aeroport Internacional de São Paulo-Guarulhos              | LATAM (Futuro)            |        |        |        |
| Estats Units        |                                                            |                           |        |        |        |
| Providence          | T. F. Green Airport                                        | TACV                      |        |        |        |
| Europa              |                                                            |                           |        |        |        |
| Espanya             |                                                            |                           |        |        |        |
| Gran Canària        | Aeroport de Gran Canària                                   | Binter Canarias           |        |        |        |
| França              |                                                            |                           |        |        |        |
| París               | Aeroport Charles de Gaulle                                 | TACV                      |        |        |        |
| Països Baixos       |                                                            |                           |        |        |        |
| Rotterdam           | Aeroport de Rotterdam                                      | TACV                      |        |        |        |
| Portugal            |                                                            |                           |        |        |        |
| Lisboa              | Aeroport de Lisboa                                         | TACV / TAP Portugal       |        |        |        |